# 3月18日
3月18日（さんがつじゅうはちにち）は、グレゴリオ暦で年始から77日目（閏年では78日目）にあたり、年末まであと288日ある。

## できごと

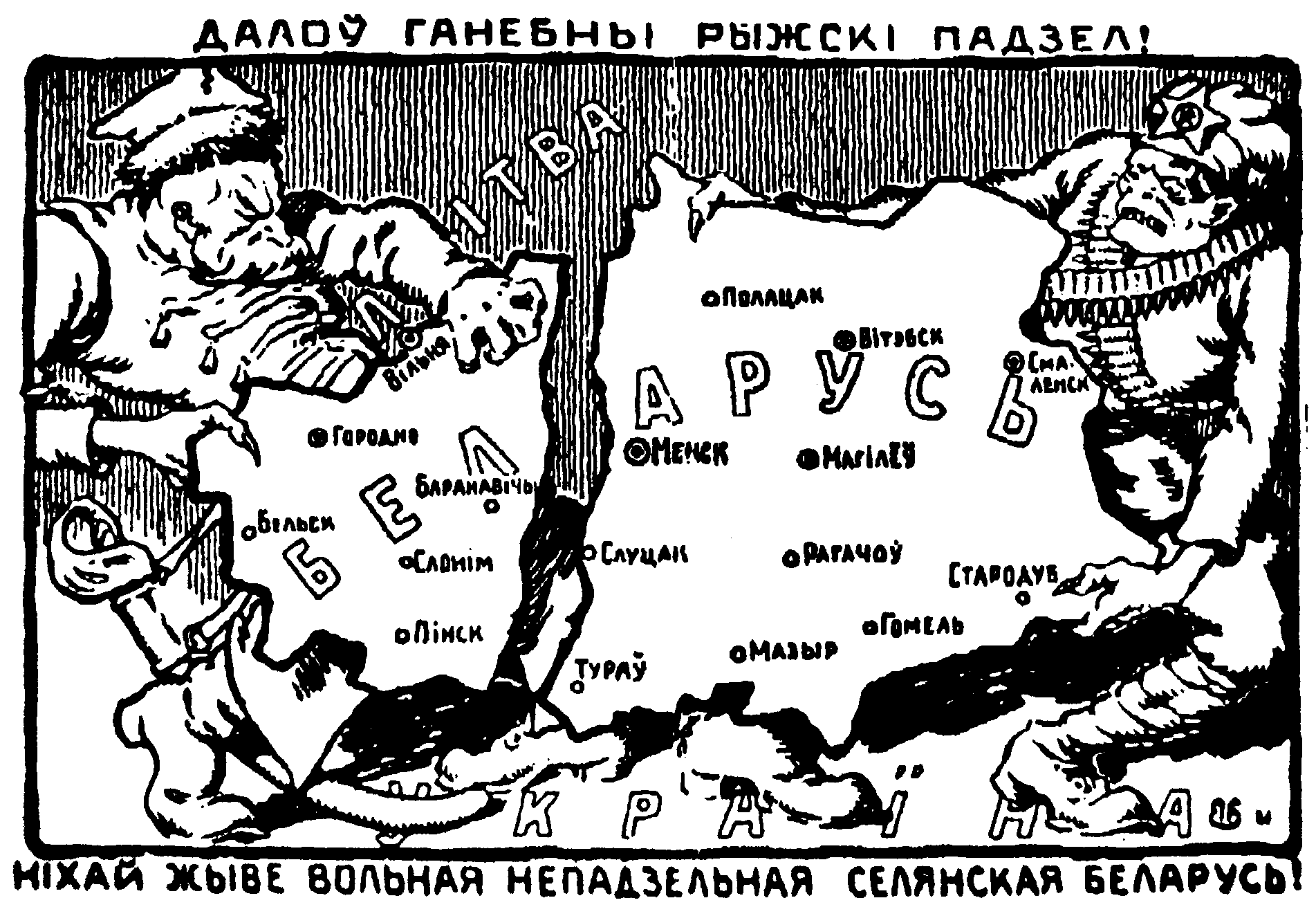
ポーランド・ソビエト・リガ平和条約(1921)。画像はベラルーシの分割を批判する風刺画。

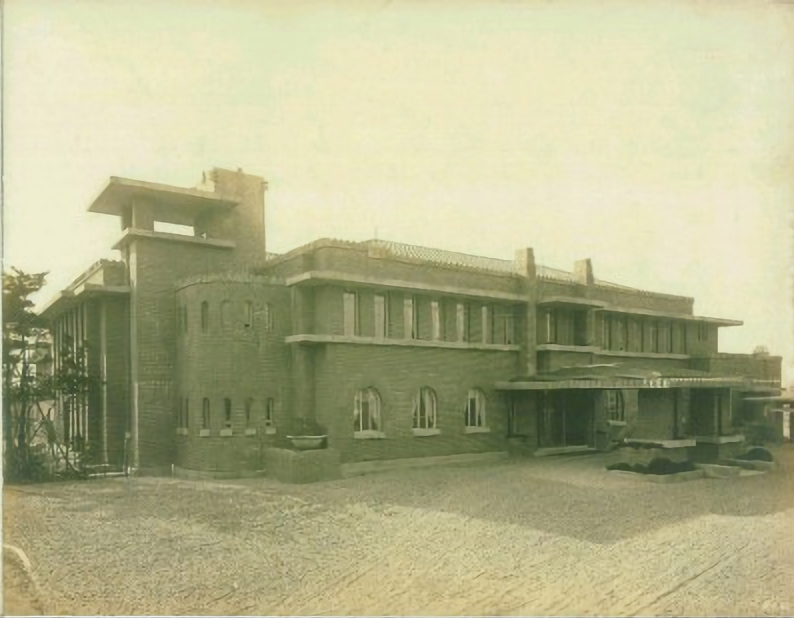
先代の首相官邸が竣工(1929)。

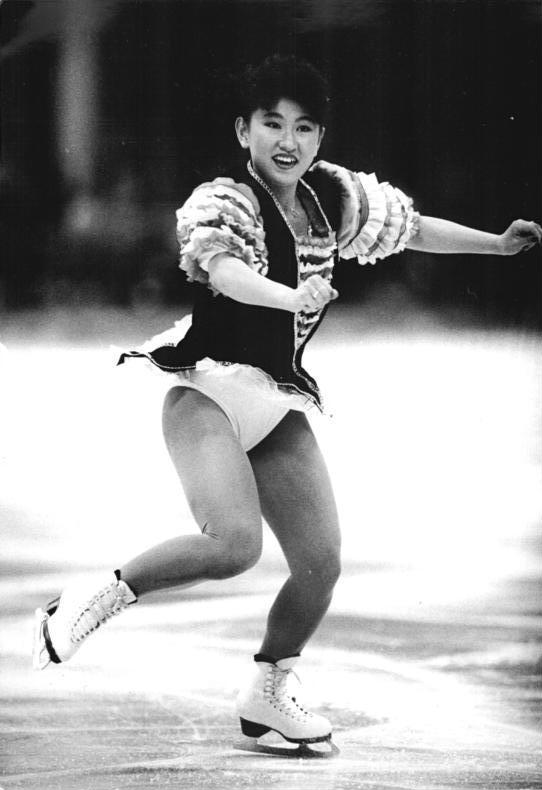
1989年、伊藤みどりが、日本人として世界選手権で初優勝。

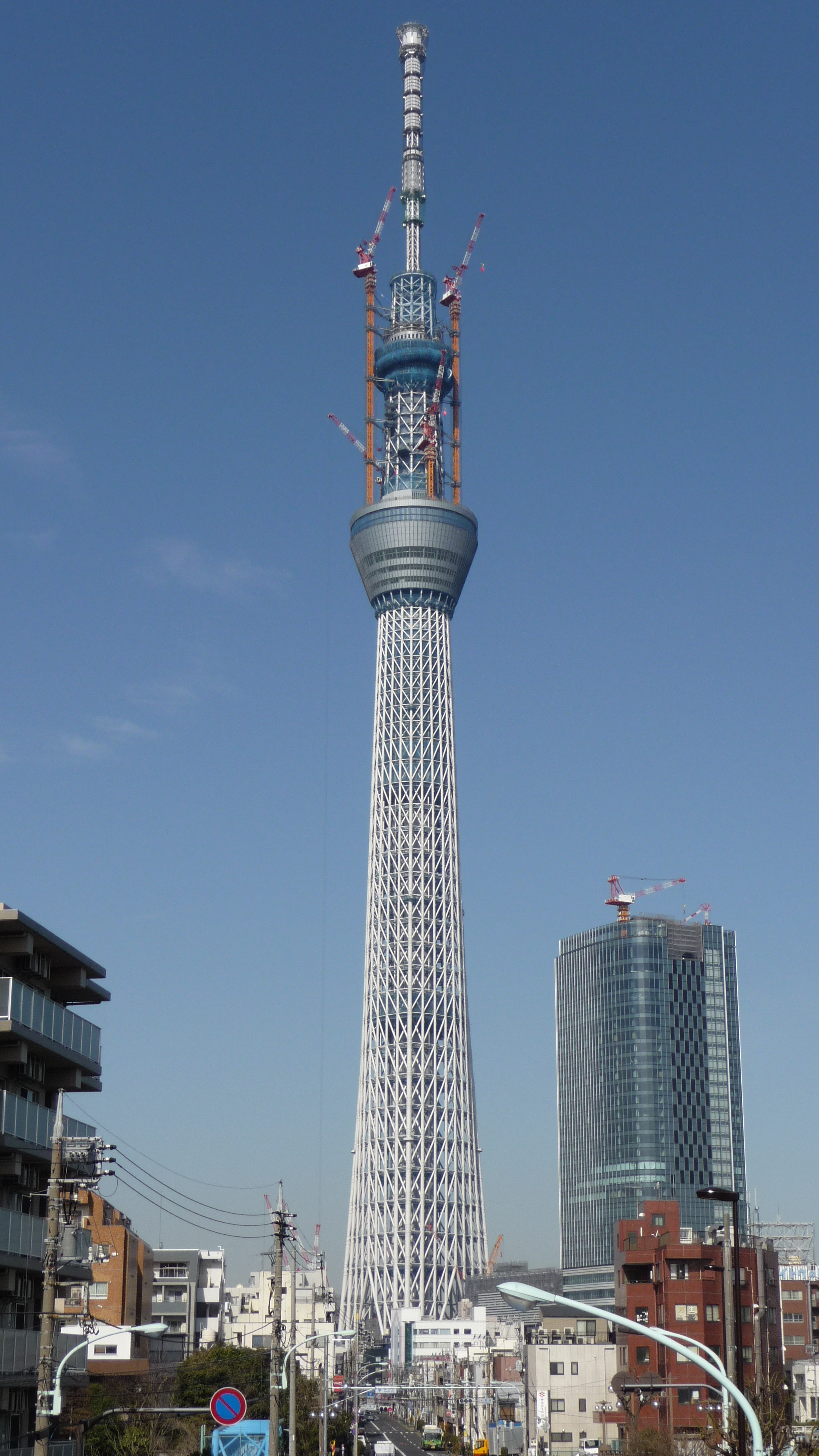
東京スカイツリーの高さが634mに到達(2011)。

- 978年 - ウェセックス家の王族エゼルレッドがイングランド人の王(King of the English )に就任した。のちにエゼルレッド無策王と称される。
- 1207年（建永2年・承元元年2月18日） - 承元の法難: 後鳥羽上皇が熊野詣にいった留守の間に、複数の女房が法然上人の弟子住蓮と安楽と共に出家した。これが、後鳥羽上皇の逆鱗に触れ、法然上人は土佐国番田（実際は讃岐国）へ、親鸞聖人は越後国国府へ配流されることが決定した[1]。
- 1229年 - 第6回十字軍: エルサレムに入城した神聖ローマ皇帝フリードリヒ2世が聖墳墓教会でエルサレム王として戴冠。
- 1314年 - フランス国王フィリップ4世の命で捕えられたテンプル騎士団団長ジャック・ド・モレーが、宗教裁判で異端とされて焚刑に処せられる。
- 1438年 - ハプスブルク家のアルブレヒト2世がローマ王に即位。
- 1850年 - ヘンリー・ウェルズ、ウィリアム・ファーゴ、ジョン・バターフィールドの3人が経営していた運送会社を統合し、アメリカン・エキスプレス社が設立される[2]。
- 1871年 - パリの民衆がアドルフ・ティエールの臨時政府に対し武器をとり蜂起。（パリ・コミューン）
- 1874年 - ハワイ王国が、アメリカ合衆国に対して独占的な通商権を与える条約を結ぶ。
- 1881年 - 『東洋自由新聞』創刊[3]。
- 1913年 - ギリシャ国王ゲオルギオス1世が暗殺される。
- 1915年 - 第一次世界大戦・ガリポリの戦い: 連合国によるダーダネルス海峡進攻作戦が失敗。
- 1921年 - ポーランドとソビエト連邦の間でリガ条約が結ばれる。
- 1925年 - 日暮里大火:東京府北豊島郡日暮里町元金杉のアサヒ反毛会社から出火し、約2,000戸を全焼、元金杉(現在の荒川区東日暮里－台東区根岸あたり)のほとんどが焼失した[4]。
- 1926年 - 三・一八事件。北京の段祺瑞政府打倒を叫ぶ民衆のデモに対し政府軍が発砲。
- 1927年 - 日本へ贈られた「ミス・アメリカ」をはじめとするアメリカ合衆国の各州を代表する友情人形（青い目の人形）が横浜港にて、児童の歓迎を受ける。
- 1929年 - 先代の首相官邸（現首相公邸）が竣工。
- 1937年 - ニューロンドン学校爆発事故。
- 1938年 - メキシコが国内にある外国所有下の石油資源をすべて国有化。
- 1940年 - 第二次世界大戦: アドルフ・ヒトラーとベニト・ムッソリーニがブレンナー峠で会談し、フランス・イギリスに対して共同で当たることを確認。
- 1941年 - 北海道美唄市の三菱美唄炭鉱でガス爆発が発生[5]。死者・行方不明者177人[6]。
- 1944年 - 第二次世界大戦: ナチス・ドイツ軍がハンガリーを占領。
- 1945年 - 第二次世界大戦: 国民学校初等科以外の全ての授業を4月から1年間停止することを決定。
- 1945年 - XBT2D-1試作艦上攻撃機が初飛行。
- 1946年 - スイスとソビエト連邦が国交を樹立。
- 1947年 - アジア極東経済委員会（現 アジア太平洋経済社会委員会）設置。
- 1948年 - 戦災で焼失した新橋演舞場が再建され開錠式が行われる。改築落成開場式記念興行の御祝儀は「寿式三番叟」で六代目菊五郎が三番叟を踏み、新橋芸妓による「東をどり」が上演される。
- 1953年 - 自由党を離党した鳩山一郎・三木武吉・河野一郎らが分党派自由党を結成。
- 1958年 - 文部省が各小中学校に道徳教育の実施要綱を通達。
- 1962年 - フランスとアルジェリアがエビアン協定に調印し、アルジェリア戦争が終結。
- 1964年 - 早川電機（現在のシャープ）とソニーが、商用化された製品としては初の電子式卓上計算機（電卓）を発表[7]。
- 1965年 - ソ連の宇宙飛行士アレクセイ・レオノフが宇宙船ヴォスホート2号から離れて、世界初となる12分9秒間の船外活動船外活動（宇宙遊泳）を行う[8]。
- 1965年 - 愛知県犬山市、入鹿池のほとりに野外博物館「博物館明治村」が開業。初代村長に徳川夢声を迎え、西郷従道邸、三重県庁舎、帝国ホテル中央玄関など、解体されてゆく建造物を移築。
- 1967年 - 岡山県岡山市の原尾島交差点に三宅精一の発明した点字ブロックが、世界で初めて設置される[9]。
- 1967年 - トリー・キャニオン号事件が発生。
- 1970年 - カンボジアでロン・ノル首相のクーデタによりノロドム・シアヌーク皇太子が亡命。
- 1974年 - OPEC諸国が5か月に渡り続けていた、アメリカ・ヨーロッパ・日本への石油輸出禁止措置を解除。
- 1977年 - 名古屋市営地下鉄鶴舞線の伏見駅 - 八事駅間が開業。
- 1980年 - ソ連・プレセツク宇宙基地43番サイトで燃料注入中のボストーク-2Mロケットが爆発、48人が死亡した。
- 1984年 - 江崎グリコ社長が西宮市の自宅から「かい人21面相」に誘拐される[10]。社長は3日後に自力で脱出。グリコ・森永事件の始まり。
- 1987年 - 神戸市営地下鉄西神・山手線の学園都市駅 - 西神中央駅間が開業し、西神・山手線が全線開通。
- 1988年 - 名古屋妊婦切り裂き殺人事件が発生。2003年公訴時効成立。
- 1988年 - 近鉄21000系電車デビュー。近鉄の名阪甲特急（ノンストップ特急）は、大阪 - 名古屋間を1時間58分で結び、初めて2時間を切るようになる。
- 1988年 - 日本初のドーム型球場「東京ドーム」のこけら落としが行われ、読売ジャイアンツの江川卓投手の引退セレモニーが行われた。
- 1989年 - エジプトのクフ王のピラミッドで、4,400年前のミイラが発見される。
- 1989年 - 伊藤みどりがフランスパリで行われたフィギュアスケート世界選手権で、日本人選手として初優勝[11]。
- 1990年 - 1990年ドイツ民主共和国人民議会選挙の投票が行われる。
- 1990年 - 長崎屋火災。2005年公訴時効成立。
- 1995年 - 宇宙開発事業団が静止気象衛星「ひまわり5号」をH-IIロケット3号機により打上げ。
- 1999年 - 中華民国台湾台北市でアニメーション式歩行者信号「小緑人」を設置[12]。
- 2000年 - 2000年中華民国総統選挙で民主進歩党の陳水扁が当選。台湾史上初めて選挙による政権交代が実現。
- 2000年 - 兵庫県津名郡淡路町と東浦町（現・淡路市）でジャパンフローラ2000開幕。
- 2005年 - テレビアニメ『ドラえもん』で、この日の放送を最後に大山のぶ代をはじめとした旧シリーズの声優陣が降板し、26年の歴史に幕
- 2007年 - PASMO運用開始。
- 2007年 - 仙台空港鉄道の名取駅 - 仙台空港駅が開業。
- 2011年 - 福島第一原子力発電所事故を受け、東京消防庁消防救助機動部隊が放水作業を開始。
- 2011年 - 東京スカイツリーの高さが634メートルに到達。
- 2014年 - ロシアによるクリミアの併合: 一方的に独立を宣言していたクリミア共和国（ウクライナのクリミア自治共和国・セヴァストポリ）をロシアが事実上編入[13]。
- 2015年 - バルド国立博物館での銃乱射事件が発生[14]。
- 2018年 - ノルディックスキー複合で日本の渡部暁斗が、個人総合初優勝を決める。この競技における日本人の優勝は、荻原健司の優勝以来、23季ぶり２人目の快挙[15]
- 2018年 - 2018年ロシア大統領選挙の投票が行われ、ウラジーミル・プーチンが得票率76%で再選を果たした[16]。
- 2018年 - アメリカ、アリゾナ州テンピで、試験走行中だったUberの自動運転車が歩行者をはねて死亡させる。自動運転車によって歩行者が犠牲になった初めての事故[17]。
- 2020年 - 新型iPad ProとMagic Keyboardが発表[18]。iPadOSトラックパッドとマウスのサポートも発表された。
- 2021年 - ユニバーサル・スタジオ・ジャパン内にスーパー・ニンテンドーワールド開業[19]。
- 2023年 - BBC（英国放送協会）が、ジャニーズ事務所創設者の性的虐待に関するドキュメンタリーを日本で放映[20]。
- 2023年 - 東急新横浜線が開業。相鉄・東急直通線が全線開業し、相模鉄道が東急線に乗り入れて都心直通開始。

## 誕生日

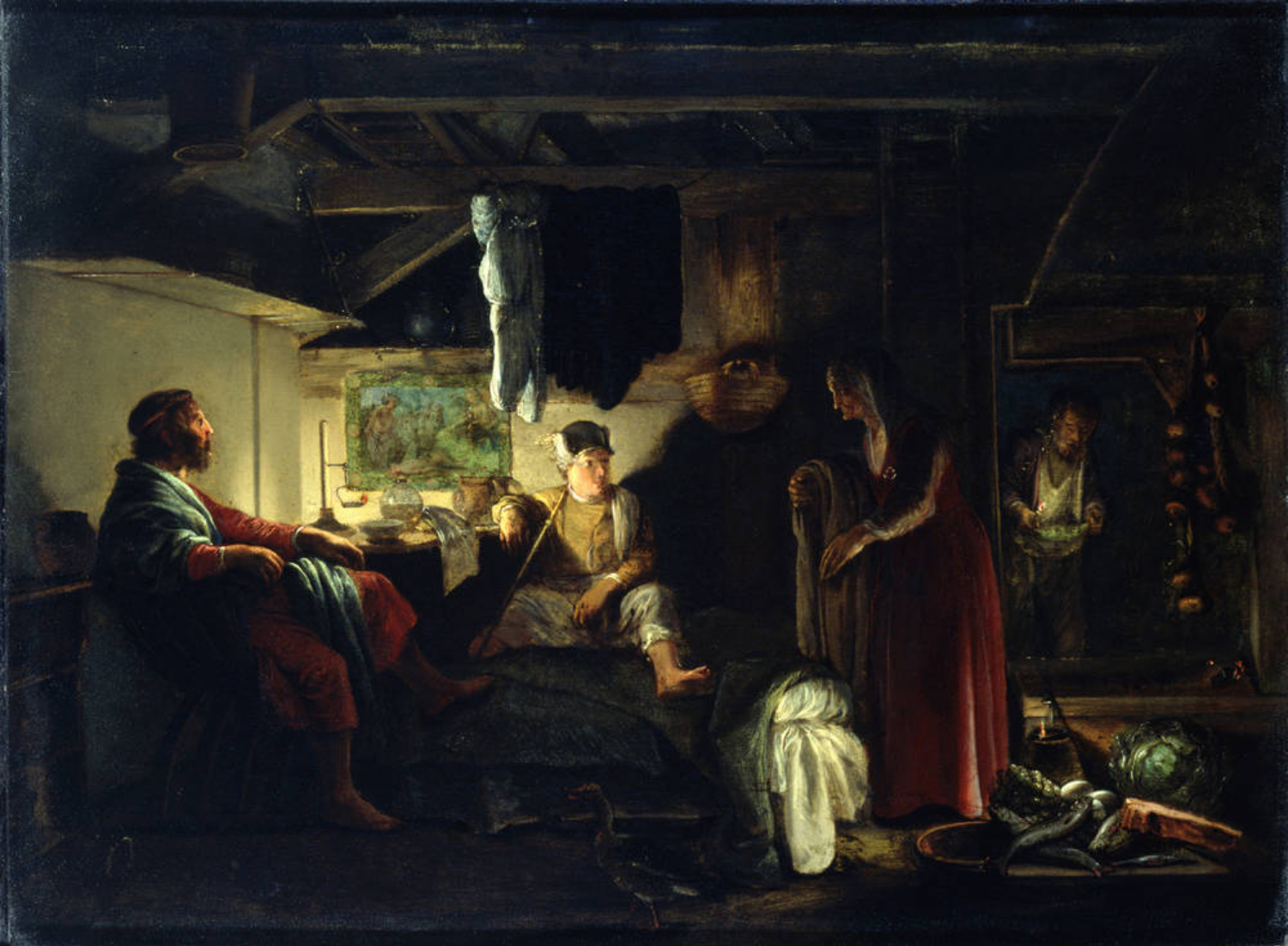
「キャビネット画」を多く遺した画家アダム・エルスハイマー(1578-1610)誕生。画像は『バウキスとピレモンの家のユーピテルとメルクリウス』(1608頃)

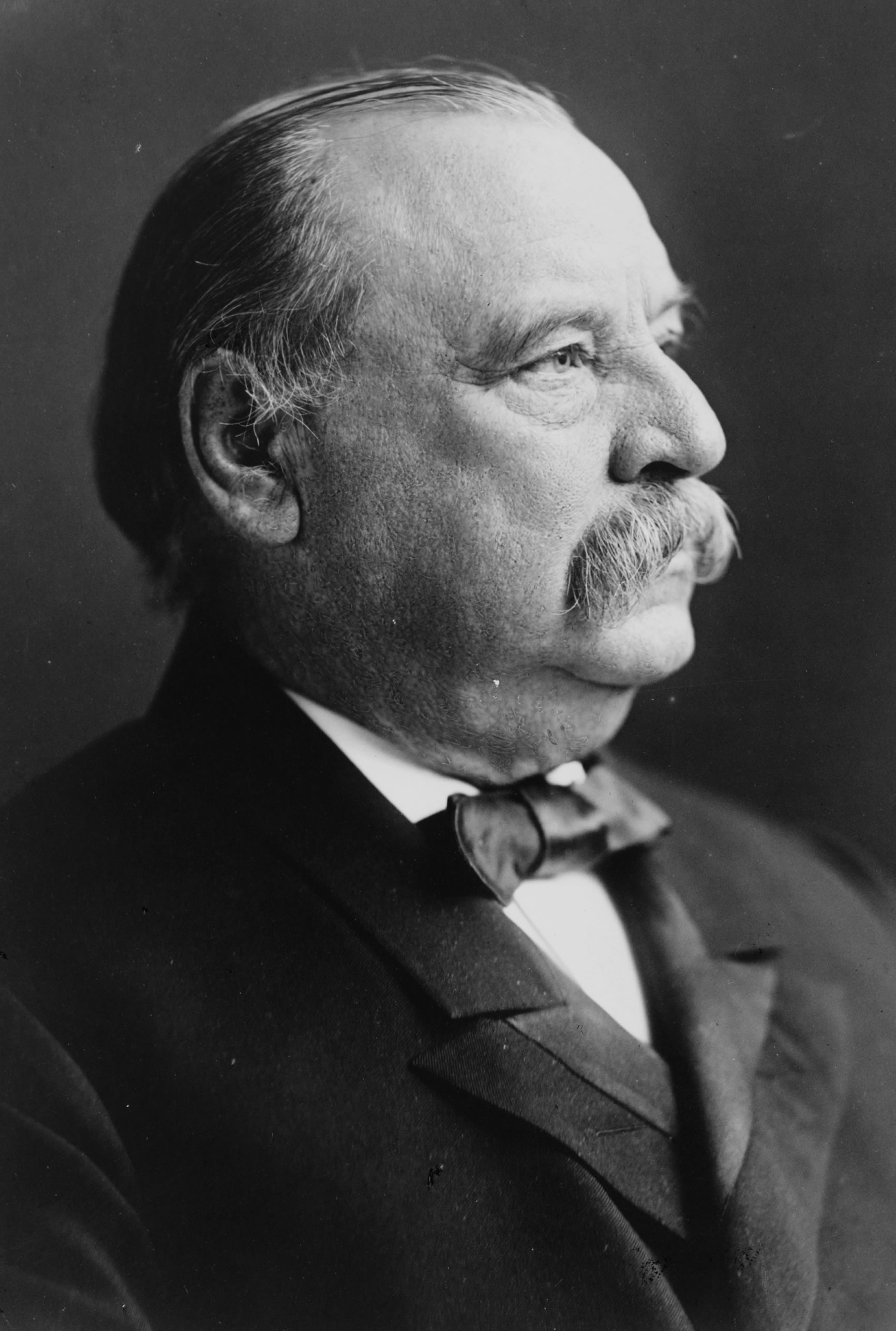
第22・24代アメリカ合衆国大統領グロバー・クリーブランド(1837-1908)

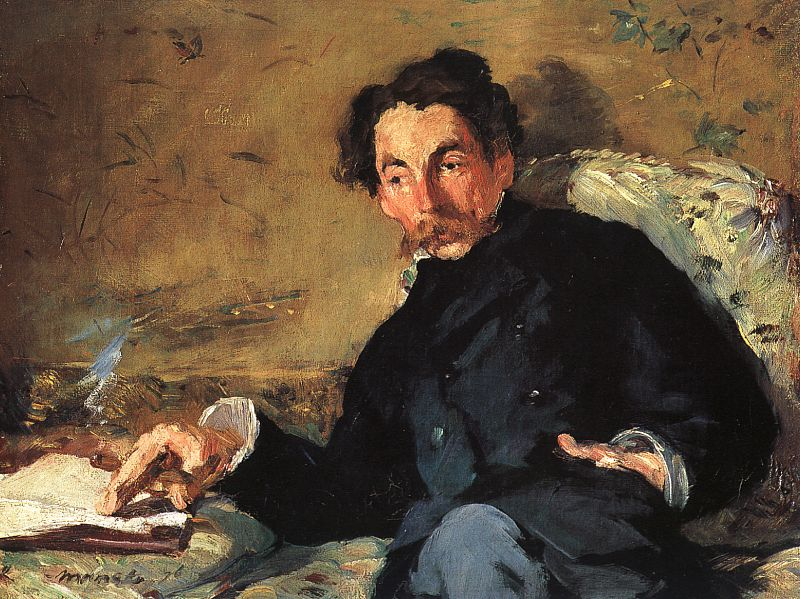
難解で知られる象徴派詩人ステファヌ・マラルメ(1842-1898)。画像はエドゥアール・マネによる肖像(1876)

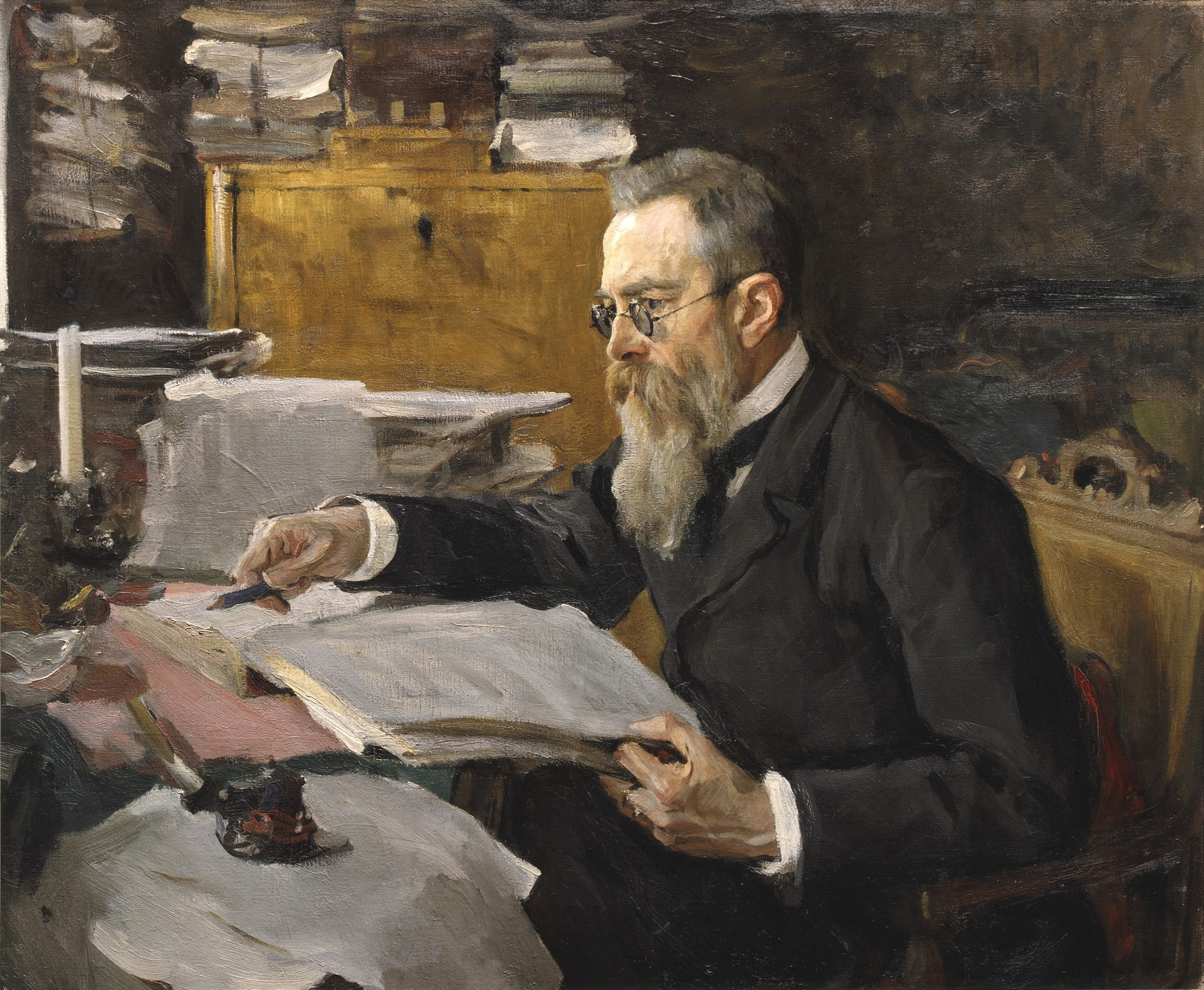
作曲家ニコライ・リムスキー＝コルサコフ(1844-1908)

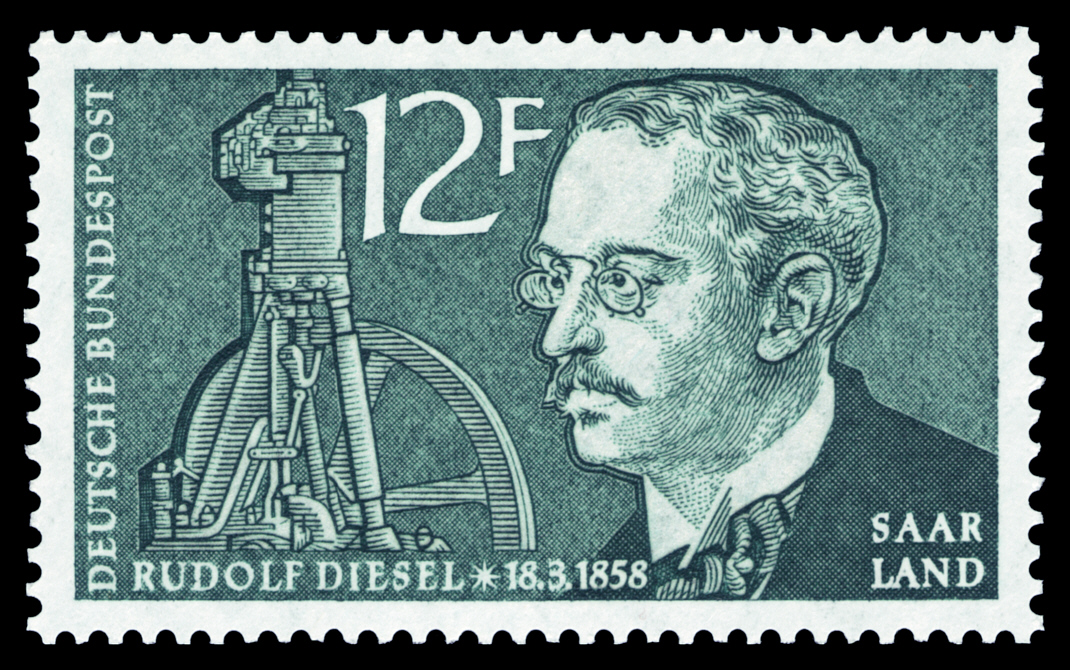
ルドルフ・ディーゼル(1858-1913)。ディーゼルエンジンの発明者

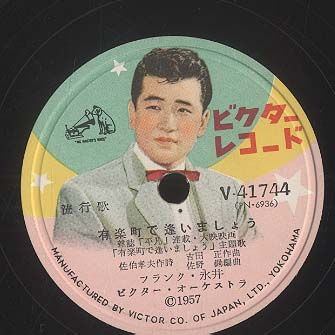
ムード歌謡歌手フランク永井(1932-2008)

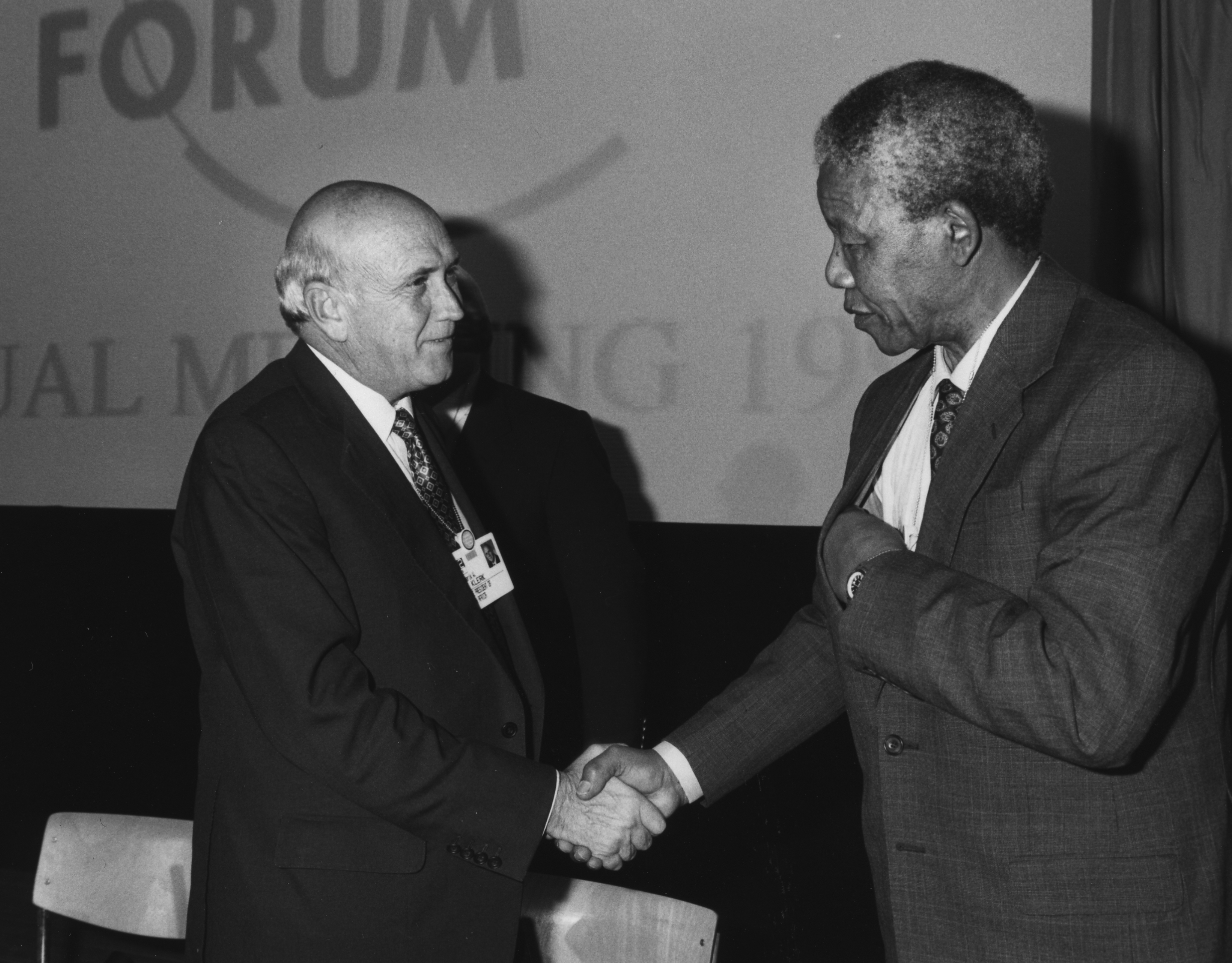
南アフリカ共和国第8代大統領フレデリック・ウィレム・デクラーク(1936-)。アパルトヘイト体制を解体した。画像はネルソン・マンデラ（右）と握手するデクラーク（左）

- 1578年 - アダム・エルスハイマー[21]、画家（+ 1610年）
- 1586年（天正14年1月28日） - 浅野長晟、初代広島藩主（+ 1632年）
- 1604年 - ジョアン4世、ポルトガル王（+ 1656年）
- 1609年 - フレデリク3世、デンマーク王（+ 1670年）
- 1634年 - ラファイエット夫人、小説家（+ 1693年）
- 1690年 - クリスティアン・ゴルトバハ、数学者（+ 1764年）
- 1724年（享保9年2月23日） - 水野勝前、第4代結城藩主（+ 1763年）
- 1743年（寛保3年2月23日） - 安藤信成、初代磐城平藩主（+ 1810年）
- 1746年（延享3年1月27日） - 池田政直、第5代鴨方藩主（+ 1818年）
- 1782年 - ジョン・カルフーン、第7代アメリカ合衆国副大統領（+ 1850年）
- 1790年 - キュスティーヌ侯爵、外交官、紀行文作家（+ 1857年）
- 1797年（寛政9年2月20日） - 堀河康親、公卿（+ 1859年）
- 1802年（享和2年2月15日） - 三条実万、公卿（+ 1859年）
- 1813年 - フリードリヒ・ヘッベル、劇作家、詩人、小説家（+ 1863年）
- 1828年 - ウィリアム・ランダル・クリーマー、政治家、平和運動家（+ 1903年）
- 1830年 - フュステル・ド・クーランジュ、歴史学者（+ 1889年）
- 1834年（天保5年2月9日） - 江藤新平、政治家（+ 1874年）
- 1837年 - グロバー・クリーブランド、政治家、第22・24代アメリカ合衆国大統領（+ 1908年）
- 1842年 - ステファヌ・マラルメ、詩人（+ 1898年）
- 1844年 - ニコライ・リムスキー＝コルサコフ、作曲家（+ 1908年）
- 1848年 - ルイーズ王女、イギリス女王ヴィクトリアの四女（+ 1939年）
- 1851年（嘉永4年2月16日） - 柳生俊益、第13代柳生藩主・子爵（+ 1927年）
- 1852年（嘉永5年2月28日） - 中村雄次郎、陸軍軍人、政治家（+ 1928年）
- 1852年 - オーガスタス・ハリス、俳優、興行主、劇作家（+ 1896年）
- 1853年（嘉永6年2月9日） - 青木重義、第14代麻田藩主・子爵（+ 1884年）
- 1858年 - ルドルフ・ディーゼル、ディーゼル機関発明（+ 1913年）
- 1858年（安政5年2月4日） - 井上円了、仏教哲学者、教育家（+ 1919年）
- 1863年 - エドガー・サイアーズ、フィギュアスケート選手（+ 1946年）
- 1869年 - ネヴィル・チェンバレン、政治家、イギリス首相（+ 1940年）
- 1874年 - 稲田龍吉、細菌学者（+ 1950年）
- 1874年 - ニコライ・ベルジャーエフ、哲学者（+ 1948年）
- 1875年 - 一松定吉、政治家（+ 1973年）
- 1877年 - エドガー・ケイシー、予言者（+ 1945年）
- 1880年 - ヴァルター・ホーマン、技術者、宇宙工学者（+ 1945年）
- 1882年 - ジャン・フランチェスコ・マリピエロ、作曲家（+ 1973年）
- 1883年 - 茅野蕭々、ドイツ文学者（+ 1946年）
- 1886年 - 遠藤柳作、政治家、実業家（+ 1963年）
- 1886年 - クルト・コフカ、心理学者（+ 1941年）
- 1889年 - 齊藤知一郎、実業家（+ 1961年）
- 1891年 - 柿本権一郎、大日本帝国海軍少将（+ 1977年）
- 1891年 - 瀬藤象二、電気工学者（+ 1977年）
- 1893年 - 橘孝三郎、政治運動家、思想家（+ 1974年）
- 1893年 - ウィルフレッド・オーエン、詩人（+ 1918年）
- 1896年 - 佐々木味津三、小説家（+ 1934年）
- 1901年 - 三宅藤九郎（九世）、能楽師（+ 1990年）
- 1902年 - 月形龍之介、俳優（+ 1970年）
- 1903年 - ガレアッツォ・チャーノ（チアノ）、イタリア外相（+ 1944年）
- 1904年 - 吉川幸次郎、中国文学者（+ 1980年）
- 1905年 - ロバート・ドーナット、俳優（+ 1958年）
- 1906年 - 森茂雄、元プロ野球選手（+ 1977年）
- 1909年 - アーネスト・ガロ、ワイン醸造家（+ 2007年）
- 1913年 - 石田波郷、俳人（+ 1969年）
- 1913年 - ルネ・クレマン、映画監督（+ 1996年）
- 1917年 - リッカルド・ブレンゴーラ、ヴァイオリニスト（+ 2004年）
- 1917年 - 神代錦、女優、宝塚歌劇団19期生（+ 1989年）
- 1918年 - 本堂保次、元プロ野球選手（+ 1997年）
- 1919年 - エリザベス・アンスコム、哲学者（+ 2001年）
- 1922年 - 野口昇、元プロ野球選手（+ 1945年）
- 1922年 - シーモア・M・リプセット、社会学者、政治学者（+ 2006年）
- 1923年 - 乾国雄、元プロ野球選手（+ 没年不明）
- 1923年 - 江田孝、元プロ野球選手（+ 1978年）
- 1923年 - 田村隆一、詩人、随筆家（+ 1998年）
- 1926年 - ピーター・グレイブス、俳優（+ 2010年）
- 1926年 - 金井直、詩人（+ 1997年）
- 1927年 - 柴英三郎、脚本家（+ 2022年）
- 1927年 - 内田稔、俳優（+ 2018年）
- 1927年 - 明石晃一、元プロ野球選手（+ 2022年）
- 1928年 - 光瀬龍、SF作家（+ 1999年）
- 1928年 - フィデル・ラモス、政治家、12代フィリピン大統領（+ 2022年）
- 1928年 - レンナルト・カルレソン、数学者
- 1929年 - クリスタ・ヴォルフ、小説家（+ 2011年）
- 1930年 - 桑名義治、政治家（+ 2021年）
- 1931年 - 宮川泰、作曲家（+ 2006年）
- 1931年 - 小池朝雄、俳優、声優（+ 1985年）
- 1931年 - 本岡昭次、政治家（+ 2017年）
- 1932年 - フランク永井、歌手（+ 2008年）
- 1932年 - 江頭啓輔、実業家、元三菱ふそうトラック・バス会長（+ 2021年）
- 1932年 - 真継伸彦、作家（+ 2016年）
- 1932年 - クルト・オッペルト、フィギュアスケート選手（+ 2015年）
- 1932年 - ジョン・アップダイク、小説家（+ 2009年）
- 1933年 - 細江英公、写真家（+ 2024年）
- 1934年 - 佐藤允、俳優（+ 2012年）
- 1936年 - フレデリック・ウィレム・デクラーク、政治家、７代南アフリカ共和国大統領（+ 2021年）
- 1937年 - 井沢八郎、歌手（+ 2007年）
- 1937年 - 杉本大一郎、天文学者
- 1937年 - 富士錦猛光、元大相撲力士、年寄6代高砂（+ 2003年）
- 1937年 - ワダ・エミ、衣装デザイナー（+2021年）
- 1938年 - 曽我町子、女優、声優（+ 2006年）
- 1938年 - 代々木忠、AV監督
- 1939年 - 梅野慶志、元プロ野球選手
- 1941年 - ウィルソン・ピケット、歌手（+ 2006年）
- 1942年 - 小平忠正、政治家
- 1943年 - 今井信子、ヴィオリスト
- 1943年 - ウェルナー・ヒンク、ヴァイオリニスト（+ 2024年）
- 1944年 - 横山やすし、漫才師（元やすし・きよし）（+ 1996年）
- 1946年 - 岩木康郎、元プロ野球選手
- 1948年 - 小川敏夫、政治家
- 1949年 - 今宮純、モータージャーナリスト（+ 2020年[22]）
- 1950年 - 奥田瑛二、俳優
- 1950年 - 千坂恭二、評論家、思想史家
- 1951年 - 戸田ツトム、装丁家
- 1951年 - ビル・フリゼール、ジャズギタリスト
- 1951年 - 深見東州、宗教法人ワールドメイト代表
- 1953年 - 吉松隆、作曲家
- 1954年 - 松浦寿輝、フランス文学者、詩人、小説家、映画批評家
- 1954年 - 大谷亮介、俳優
- 1954年 - 因幡晃、シンガーソングライター
- 1955年 - 小鍛冶邦隆、作曲家、指揮者
- 1955年 - 田中幹保、元バレーボール選手、監督
- 1955年 - 島崎俊郎、タレント（元ヒップアップ)（+ 2023年）
- 1955年 - ドウェイン・マーフィー、元プロ野球選手
- 1956年 - 三田完、小説家、俳人
- 1956年 - インゲマル・ステンマルク、アルペンスキー選手
- 1957年 - 絵門ゆう子、アナウンサー、女優、エッセイスト（+ 2006年）
- 1957年 - 藤田和子、漫画家
- 1958年 - 加藤正次、元プロ野球選手
- 1959年 - 三輪一雄、イラストレーター
- 1959年 - リュック・ベッソン、映画監督
- 1959年 - アイリーン・キャラ、歌手、女優（+ 2022年）
- 1960年 - マット・ウインタース、元プロ野球選手
- 1960年 - 村田雄浩、俳優
- 1961年 - グラント・ハート、ミュージシャン（+ 2017年）
- 1961年 - 高本昇一、元プロ野球選手
- 1962年 - 豊川悦司、俳優
- 1962年 - 池沢理美、漫画家
- 1963年 - ヴァネッサ・ウィリアムス、歌手
- 1963年 - 月村了衛、小説家、脚本家
- 1963年 - 菅野よう子[23]、作曲家
- 1964年 - Dr.Tommy、歌手、ミュージシャン、DJ、音楽プロデューサー
- 1964年 - かないみか、声優
- 1964年 - ボニー・ブレア、スピードスケート選手
- 1965年 - 洞口依子、女優
- 1966年 - ジェリー・カントレル、ギタリスト（アリス・イン・チェインズ）
- 1967年 - 高木智視、小説
- 1967年 - 楠大典、声優
- 1967年 - 米森麻美、元アナウンサー（+ 2001年）
- 1967年 - 堀江毅、ミュージシャン (Minimum Rockets)
- 1967年 - 石森敏行、ミュージシャン（エレファントカシマシ）
- 1968年 - 三木眞一郎、声優
- 1968年 - 胡軍、俳優
- 1968年 - 松本友里、女優、歌手（+ 2010年）
- 1969年 - 小池秀郎、元プロ野球選手
- 1969年 - 芳本美代子、女優、歌手、タレント
- 1969年 - マイケル・バーギン、俳優、ファッションモデル
- 1969年 - 高橋和男、漫画家（+2011年）
- 1970年 - クィーン・ラティファ、ラッパー、歌手、女優
- 1972年 - 黒柳能生、ミュージシャン、ベーシスト（SOPHIA）
- 1972年 - 高橋里華、元タレント
- 1973年 - ラウル・チャベス、元プロ野球選手
- 1974年 - 真由子、女優
- 1975年 - 野村たかし、俳優
- 1976年 - 大家友和、元プロ野球選手
- 1976年 - 本多RuRu、元歌手（元T&Cボンバー）
- 1976年 - スコット・ポドセドニック、プロ野球選手
- 1977年 - 黒田俊介、ミュージシャン（コブクロ）
- 1977年 - ZUN、ゲームクリエイター
- 1977年 - ターメル・スレッジ、元プロ野球選手
- 1977年 - ウィリー・サニョル、サッカー選手
- 1977年 - フェルナンド・ロドニー、プロ野球選手
- 1978年 - 山中崇、俳優
- 1978年 - かねきよ勝則、お笑い芸人（新宿カウボーイ）
- 1978年 - 東直輝、漫画家
- 1978年 - 竹下佳江、元バレーボール選手
- 1978年 - 霜鳥典雄、元大相撲力士
- 1979年 - アダム・レヴィーン、ミュージシャン（マルーン5）
- 1980年 - アレクセイ・ヤグディン、フィギュアスケーター
- 1980年 - ソフィア・マイルズ、女優
- 1980年 - 松尾知枝、タレント
- 1981年 - 鳥居みゆき、お笑いタレント
- 1981年 - 横田はるな、ミュージシャン
- 1981年 - えびなしお、漫画家
- 1981年 - ファビアン・カンチェラーラ、元自転車プロロードレース選手
- 1982年 - 吉井怜、女優
- 1982年 - 坂田めぐみ、タレント
- 1982年 - ペドロ・マントラス、元サッカー選手
- 1982年 - ティモ・グロック、レーシングドライバー
- 1983年 - 小高早紀、元女優
- 1984年 - Atsuko Watanabe、ミュージシャン（START OF THE DAY）
- 1984年 - 石毛輝、ミュージシャン（the telephones）
- 1985年 - 三輪秀香、元アナウンサー
- 1987年 - Misaty、トランペットプレイヤー（元ピストルバルブ）
- 1987年 - レベッカ・ソニ、競泳選手
- 1987年 - Katsuma、ミュージシャン、ドラマー（coldrain）
- 1988年 - 入船加澄実、元グラビアアイドル
- 1988年 - 石坂結、アイドル
- 1988年 - 冨崎里奈、元バスケットボール選手
- 1988年 - 滝澤彩、元野球選手
- 1989年 - 西野カナ、歌手
- 1989年 - 楢﨑誠、ミュージシャン（Official髭男dism）
- 1989年 - 大塚びる、グラビアアイドル、タレント
- 1989年 - 松本華奈、元タレント、女優、声優
- 1989年 - リリー・コリンズ、女優
- 1990年 - タイラン・ウォーカー、アメリカンフットボール選手
- 1990年 - ミハイ・ラドゥツ、サッカー選手
- 1991年 - レウリー・ガルシア、プロ野球選手
- 1992年 - 髙立直哉、元大相撲力士
- 1992年 - 三宅愛梨、競輪選手
- 1993年 - 岩渕真奈、サッカー選手
- 1995年 - 上西恵、女優（元NMB48）
- 1997年 - シアラ・ブラヴォ、女優
- 1997年 - 吉木千沙都、ファッションモデル
- 1997年 - 渡辺一平、競泳選手
- 1997年 - 片西景、陸上選手
- 1999年 - 華村あすか[24]、女優、グラビアアイドル
- 1999年 - 奥野春菜、レスリング選手
- 2000年 - 小沼綺音、タレント
- 2000年 - イ・シン、アイドル (GHOST9)
- 2000年 - 日隈モンテル、プロ野球選手
- 2002年 - 松田聖菜、ファッションモデル
- 2003年 - 久保田真知子、スキージャンプ選手
- 2004年 - 日向亘、俳優
- 2005年 - 権隨玲、ファッションモデル
- 生年非公表 - 阪井あかね、声優
- 生年非公表 - Annabel、歌手
- 生年不詳 - MiKiNA EMPiRE、アイドル（EMPiRE）
- 生年不詳 - 竹中三佳、シンガーソングライター、作詞作曲家
- 生年不詳 - 大田詩織、声優
- 生年不詳 - 古宮吾一、声優
- 生年不詳 - 三咲麻里、声優
- 生年不詳 - けろりん、漫画家、原画家
- 生年不詳 - 佐々木柚奈、漫画家
- 生年不詳 - 高橋千鶴、漫画家、イラストレーター
- 生年不詳 - 古都和子、漫画家

## 忌日

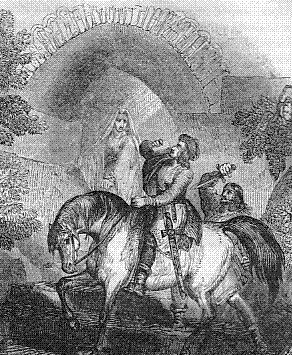
エドワード殉教王(962頃-978)、刺殺される

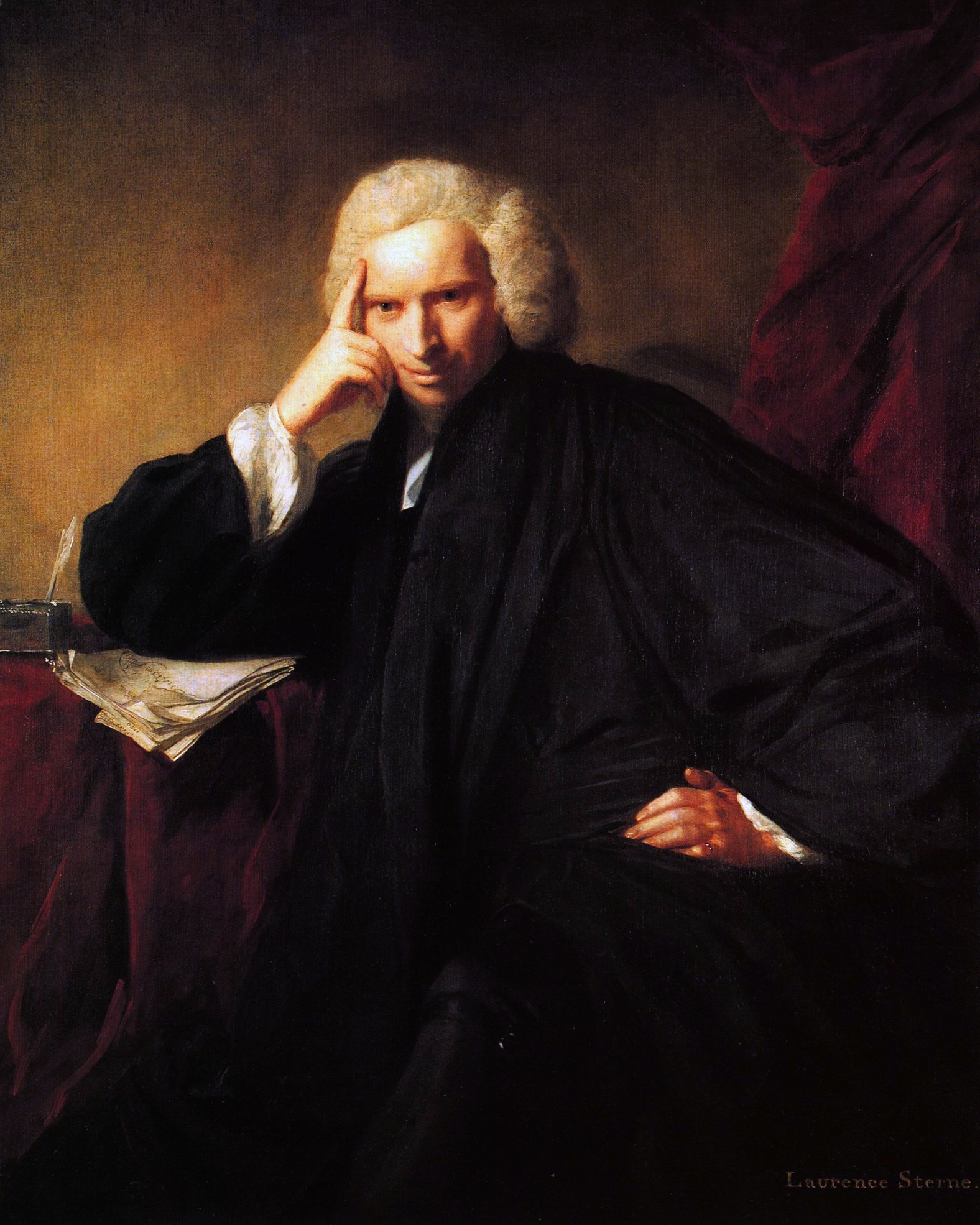
『トリストラム・シャンディ』(1759)の作者、ローレンス・スターン(1713-1768)没。

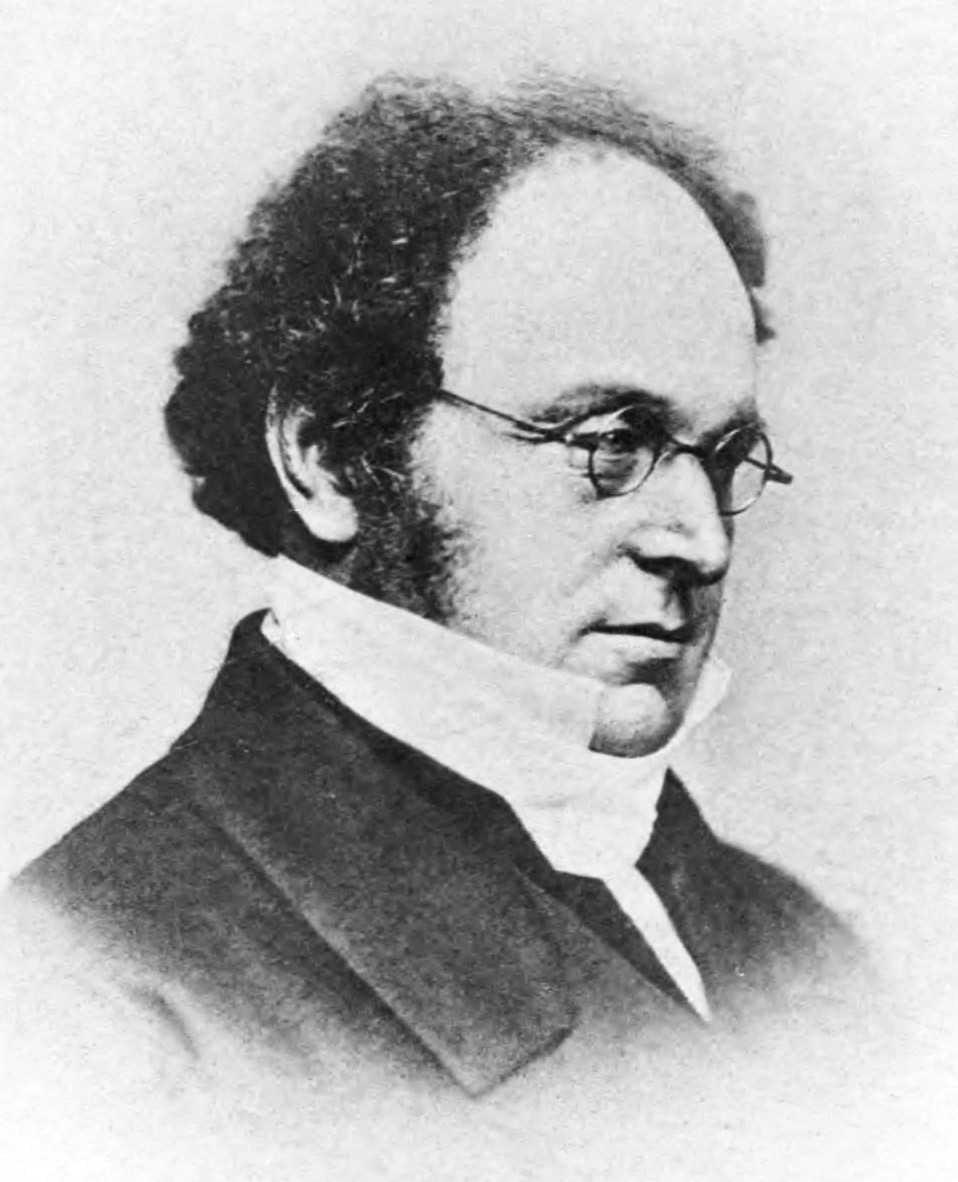
数学者オーガスタス・ド・モルガン(1806-1871)没。ド・モルガンの法則に名を残す。

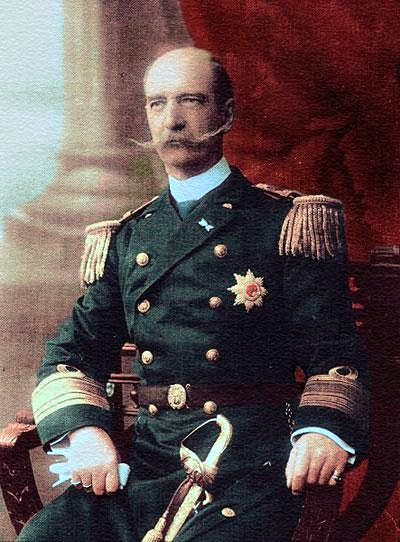
ギリシャ王ゲオルギオス1世(1845-1913)、暗殺される

- 724年 - 柿本人麻呂、歌人（* 660年頃）
- 978年 - エドワード殉教王、イングランド王（* 962年頃）
- 1065年（治暦元年2月9日） - 藤原能信、平安時代の公卿（* 995年）
- 1108年（嘉承3年2月4日） - 安倍宗任、陸奥国の豪族（* 1032年）
- 1511年（永正8年2月19日） - 吉田兼倶、神道家（* 1435年）
- 1662年（寛文2年1月28日） - 古筆了佐、古筆鑑定家（* 1572年）
- 1745年 - ロバート・ウォルポール、政治家、イギリス首相（* 1676年）
- 1768年 - ローレンス・スターン、小説家（* 1713年）
- 1781年 - ジャック・テュルゴー、政治家、経済学者（* 1727年）
- 1871年 - オーガスタス・ド・モルガン、数学者（* 1806年）
- 1877年 - 佐川官兵衛、元会津藩家老（* 1831年）
- 1898年 - 近衛忠煕、幕末期の公卿（* 1808年）
- 1899年 - オスニエル・チャールズ・マーシュ、古生物学者（* 1831年）
- 1907年 - マルセラン・ベルテロ、化学者（* 1827年）
- 1913年 - ゲオルギオス1世、ギリシャ王（* 1845年）
- 1915年 - 香川敬三、枢密顧問官、官僚（* 1841年）
- 1916年 - 市川右團次 (初代)、歌舞伎役者（* 1843年）
- 1933年 - ルイージ・アメデーオ・ディ・サヴォイア、登山家、探検家（* 1873年）
- 1933年 - 吉野作造、政治学者（* 1878年）
- 1936年 - エレフテリオス・ヴェニゼロス、政治家、元ギリシャ首相（* 1864年）
- 1944年 - ウィリアム・ヘイル・トンプソン、政治家、元シカゴ市長（* 1869年）
- 1944年 - 押川清、野球選手（* 1881年）
- 1947年 - ウィリアム・C・デュラント、実業家、ゼネラルモーターズ（GM）創業者（* 1861年）
- 1948年 - 中村梅玉 (3代目)、歌舞伎役者（* 1875年）
- 1954年 - 前田米蔵、政治家（* 1882年）
- 1956年 - 織田一磨、版画家（* 1882年）
- 1957年 - 田邊宗英、実業家（* 1881年）
- 1964年 - ジークフリード・エドストレーム、第4代国際オリンピック委員会会長（* 1870年）
- 1964年 - ノーバート・ウィーナー、数学者（* 1894年）
- 1965年 - ファールーク1世、元エジプト王（* 1920年）
- 1977年 - ホセ・カルロス・パーチェ、F1ドライバー（* 1944年）
- 1978年 - リイ・ブラケット、SF作家（* 1915年）
- 1980年 - タマラ・ド・レンピッカ、画家（* 1898年）
- 1980年 - エーリヒ・フロム、精神分析学者、社会学者（* 1900年）
- 1981年 - 佐伯孝夫、作詞家（* 1902年）
- 1982年 - ワシーリー・チュイコフ、ソ連邦元帥（* 1900年）
- 1982年 - 北畠八穂、小説家、児童文学者、詩人（* 1903年）
- 1983年 - 近藤真柄、社会主義者、婦人運動家、フェミニスト（* 1903年）
- 1983年 - ウンベルト2世、イタリア王国国王（* 1904年）
- 1983年 - 渋谷天外 (2代目)、コメディアン、劇作家（* 1906年）
- 1989年 - ハロルド・ジェフリーズ、数学者、統計学者、地球物理学者、天文学者（* 1891年）
- 1989年 - 内田義彦、経済学者（* 1913年）
- 1991年 - 鴨居羊子、デザイナー（* 1925年）
- 1993年 - ケネス・E・ボールディング、経済学者（* 1910年）
- 1993年 - 加藤正之、声優（* 1932年）
- 1996年 - オデッセアス・エリティス、詩人（* 1911年）
- 1998年 - 島秀雄、 鉄道技術者、元国鉄技師長、初代宇宙開発事業団理事長（* 1901年）
- 1998年 - ステファニー・ポンド・スミス、元子役（* 1951年）
- 2000年 - 永井道雄、教育社会学者（* 1923年）
- 2002年 - R・A・ラファティ、SF作家（* 1914年）
- 2003年 - アダム・オズボーン、コンピュータデザイナー（* 1939年）
- 2007年 - 林政治、彫刻家（* 1929年）
- 2008年 - 中川牧三、テノール歌手、指揮者（* 1902年）
- 2008年 - 宇井昇、アナウンサー（* 1923年）
- 2008年 - アンソニー・ミンゲラ、映画監督（* 1954年）
- 2009年 - エディー・ボー、歌手、ピアニスト（* 1930年）
- 2009年 - ナターシャ・リチャードソン、女優（* 1963年）
- 2010年 - 村田良平、外交官、元外務事務次官（* 1929年)
- 2010年 - 大西祥平、医学者、元慶応義塾大学スポーツ医学研究センター所長（* 1952年)
- 2010年 - 富澤勝行、競輪選手（* 1980年)
- 2011年 - ウォーレン・クリストファー、政治家、第63代アメリカ合衆国国務長官（* 1925年）
- 2011年 - 稲森俊介、実業家、元カルピス食品工業社長、元味の素社長（* 1930年）
- 2011年 - ジェット・ハリス、ベーシスト（* 1939年）
- 2011年 - 森下あみい、元AV女優（* 1972年）
- 2012年 - 段本幸男、官僚、政治家（* 1944年）
- 2012年 - ジョージ・トゥポウ5世、トンガ国王（* 1948年）
- 2014年 - 高橋英郎、音楽評論家、文芸評論家（* 1931年）
- 2014年 - ルーシャス・シェパード、小説家（* 1943年）
- 2015年 - 中野克彦[25]、実業家、元富山化学工業社長（* 1938年）
- 2016年 - ジョー・サントス、俳優（* 1931年）
- 2016年 - ロタール・シュペート、政治家、実業家（* 1937年）
- 2016年 - ギド・ヴェスターヴェレ、弁護士、政治家、元ドイツ外務大臣（* 1961年）
- 2017年 - チャック・ベリー、ミュージシャン（* 1926年）
- 2017年 - 小松重男、小説家（* 1931年）
- 2017年 - トリシャ・ブラウン、振付師、ダンサー（* 1936年）
- 2018年 - ゲオルギー・モソロフ、テストパイロット（* 1926年）
- 2018年 - 新堀俊明、アナウンサー、ジャーナリスト（* 1934年）
- 2018年 - 李敖、作家、政治家（* 1935年）
- 2019年 - 織本順吉、俳優（* 1927年）
- 2019年 - ジェリー・コッブ、パイロット（* 1931年）
- 2019年 - ロジャー・カービー、プロレスラー（* 1939年）
- 2020年 - 白石司、実業家、元九電工社長（* 1931年）
- 2020年 - アルフレッド・ウォーデン、軍人、宇宙飛行士（* 1932年）
- 2020年 - パトリック・ノートン、外交官、随筆家、元駐日大使（* 1936年）
- 2020年 - ホアキン・ペイロ、サッカー選手・指導者（* 1936年）
- 2021年 - ポール・ジャクソン、ベーシスト（* 1947年）
- 2022年 - ボリス・ロマンチェンコ、社会活動家（* 1926年）
- 2022年 - ドン・ヤング、政治家（* 1933年）
- 2022年 - ドジ井坂、プロサーファー（* 1948年）
- 2022年 - 山本雅夫、プロ野球選手（* 1953年）
- 2023年 - ドット・ウィルキンソン、ソフトボール選手、ボウリング選手（* 1921年）
- 2023年 - ロバート・リンジー、政治家、貴族、第29代クロフォード伯爵（* 1927年）
- 2023年 - ウラジーミル・チェルナヴィン、ロシア海軍大将、ソビエト海軍総司令官、海軍元帥（* 1928年）
- 2023年 - 加藤多一、児童文学作家（* 1934年）
- 2023年 - 藤井治芳、官僚、元建設事務次官、元日本道路公団総裁（* 1936年）
- 2023年 - ポヒヴァ・トゥイオネトア、政治家、会計士、元トンガ王国首相（* 1961年）
- 2024年 - 渡部忠世、農学者、京都大学名誉教授（* 1924年）
- 2024年 - トーマス・スタッフォード、軍人、宇宙飛行士（* 1930年）
- 2024年 - 木島丘、政治家（* 1933年）
- 2024年 - ジミー・ヘイスティングス、ミュージシャン（* 1938年）
- 2024年 - 篠塚建次郎、ラリードライバー（* 1948年）
- 2024年 - ジェームズ・M・ウォード三世（英語版）、ゲームデザイナー、ファンタージ―作家（* 1951年）
- 2024年 - 木下康仁、社会学者、立教大学名誉教授（* 1953年）
- 2025年 - 川浪葉子、声優（* 1957年）

## 記念日・年中行事
- 彼岸の入り（ 日本 2010年・2011年・2014年・2015年・2018年）
春分を中心とする7日間が春の彼岸である。

- 点字ブロックの日（ 日本）
1967年3月18日、岡山県立岡山盲学校に近い国道250号に世界で初めて敷設されたことに因む。

- 明治村開村記念日（ 日本）
1965年（昭和40年）のこの日、愛知県犬山市に博物館明治村が開村した。博物館明治村は明治の建築物を保存展示する野外博物館である。

- 人類初の宇宙遊泳（ ロシア）
1965年（昭和40年）のこの日、旧ソ連の宇宙船の飛行士が約10分間の宇宙遊泳をした。

- 精霊の日（ 日本）
柿本人麻呂、和泉式部、小野小町の3人の命日がこの日であると伝えられていることから[26]。

- 本尊示現会（ 日本）
東京都台東区浅草の浅草寺で、ご本尊の観世音菩薩が推古天皇36年（628年）3月18日に示現されたことを祝い、毎年この日に法要が営まれる。貫首をはじめとする一山の住職が総出で、伝法院から仲見世を通り、本堂まで練行列を行なうほか、境内西側で「金龍の舞」が奉演される。また、当日に限り「紅札」と呼ばれる赤い祈祷札が授与される[27]。